# 코언-매콜리 환
가환대수학과 대수기하학에서 코언-매콜리 환(Cohen-Macaulay環, 영어: Cohen–Macaulay ring)은 국소적으로 어느 곳에서나 차원이 동일한 아핀 스킴의 개념을 형식화한 개념이다.

## 정의

### 코언-매콜리 가군과 코언-매콜리 국소환
뇌터 국소 가환환 {\displaystyle (R,{\mathfrak {m}})} 위의 유한 생성 가군 {\displaystyle M}에 대하여, 항상 다음이 성립한다.
{\displaystyle \operatorname {depth} _{\mathfrak {m}}M\leq \dim M}이다.
여기서 {\displaystyle \operatorname {depth} _{\mathfrak {m}}}는 깊이이며, {\displaystyle \dim }은 크룰 차원이다. 만약 이 부등식이 포화된다면, {\displaystyle M}을 코언-매콜리 가군(영어: Cohen–Macaulay module)이라고 한다.
임의의 뇌터 국소 가환환 {\displaystyle (R,{\mathfrak {m}})}에 대하여, 다음 조건들이 서로 동치이며, 이를 만족시키는 뇌터 국소 가환환을 코언-매콜리 국소환(영어: Cohen–Macaulay local ring)이라고 한다.
- 스스로 위의 가군으로서 코언-매콜리 가군인 뇌터 국소 가환환이다. 즉, {\displaystyle \operatorname {depth} _{\mathfrak {m}}R\leq \operatorname {ht} {\mathfrak {m}}=\dim R}이다.
- 모든 매개계가 정칙열이다.[2]:Remark 2.2
- 적어도 하나 이상의 매개계가 정칙열이다.[2]:Remark 2.2

여기서 {\displaystyle \operatorname {depth} _{\mathfrak {m}}}는 깊이이며, {\displaystyle \operatorname {ht} }는 아이디얼의 높이이며, {\displaystyle \dim }은 크룰 차원이다. 만약 이 부등식이 포화된다면, {\displaystyle R}를 코언-매콜리 국소환이라고 한다.

### 코언-매콜리 환과 코언-매콜리 스킴
뇌터 가환환 {\displaystyle R}에 대하여, 다음 두 조건이 서로 동치이며, 이를 만족시키는 뇌터 가환환을 코언-매콜리 환이라고 한다.:452, Proposition 18.8
- 모든 극대 아이디얼 {\displaystyle {\mathfrak {m}}}에 대하여, 국소화 {\displaystyle R_{\mathfrak {m}}}은 코언-매콜리 국소환이다.[3]:452, Proposition 18.8
- 모든 소 아이디얼 {\displaystyle {\mathfrak {p}}\in \operatorname {Spec} R}에 대하여, 국소화 {\displaystyle R_{\mathfrak {p}}}는 코언-매콜리 국소환이다.
- 임의의 아이디얼 {\displaystyle {\mathfrak {i}}} 및 {\displaystyle R/{\mathfrak {i}}}의 연관 소 아이디얼 {\displaystyle {\mathfrak {p}}\in \operatorname {Ass} (R/{\mathfrak {i}})}에 대하여, {\displaystyle {\mathfrak {i}}}의 여차원(높이)과 {\displaystyle {\mathfrak {p}}}의 여차원이 같다. 즉, {\displaystyle \operatorname {ht} _{R}{\mathfrak {i}}=\operatorname {ht} _{R/{\mathfrak {i}}}{\mathfrak {p}}}이다.

마지막 조건은 차원이 국소적으로 일정하다는 조건의 매우 강한 형태이다. 즉, 아이디얼 {\displaystyle {\mathfrak {i}}}는 {\displaystyle \operatorname {Spec} R}의 닫힌 부분 스킴 {\displaystyle \operatorname {Spec} (R/{\mathfrak {i}})}을 정의한다. 이는 으뜸 분해로 인하여 기약 성분들로 분해되며, 각 성분은 연관 소 아이디얼 {\displaystyle {\mathfrak {p}}}에 대응한다. 따라서, 위 조건은 임의의 닫힌 부분 스킴에 대하여, 그 기약 성분들의 차원이 모두 같음을 뜻한다.
마찬가지로, 국소 뇌터 스킴 {\displaystyle X}에 대하여, 다음 두 조건이 서로 동치이며, 이를 만족시키는 국소 뇌터 스킴을 코언-매콜리 스킴이라고 한다.
- 임의의 점 {\displaystyle x\in X}에 대하여, 구조층의 줄기 {\displaystyle {\mathcal {O}}_{X,x}}가 코언-매콜리 국소환이다.
- 임의의 점 {\displaystyle x\in X}에 대하여, 구조층의 줄기 {\displaystyle {\mathcal {O}}_{X,x}}가 코언-매콜리 국소환이다.

## 성질

### 함의 관계
다음과 같은 포함 관계가 성립한다.
정칙환 ⊊ 완비교차환(영어: complete intersection ring) ⊊ 고런스틴 환 ⊊ 코언-매콜리 환
특히, 모든 정칙 스킴은 코언-매콜리 스킴이다.
코언-매콜리 환이 될 충분 조건으로는 다음이 있다.
- 모든 정칙환은 코언-매콜리 환이다. 특히, 모든 체나, 함수체 {\displaystyle K[[x]]} 등은 정칙 국소환이므로 코언-매콜리 환이다.
- 모든 아르틴 환은 코언-매콜리 환이다.
- 모든 크룰 차원이 1인 뇌터 축소환은 코언-매콜리 환이다.
- 모든 고런스틴 환은 코언-매콜리 환이다.

### 연산에 대한 닫힘
뇌터 가환환 {\displaystyle R}에 대하여, 다음 조건들이 서로 동치이다.
- {\displaystyle R}는 코언-매콜리 환이다.
- 다항식환 {\displaystyle R[x]}는 코언-매콜리 환이다.[3]:452, Proposition 18.9

뇌터 국소환 {\displaystyle (R,{\mathfrak {m}})}에 대하여, 다음 조건들이 서로 동치이다.:452, Proposition 18.8:136, Theorem 17.5
- {\displaystyle R}는 코언-매콜리 국소환이다.
- {\displaystyle R}에 대응하는 완비 국소환은 코언-매콜리 국소환이다.

### 코언-매콜리 조건의 필요 충분 조건
다음이 주어졌다고 하자.
- 정칙 국소환 {\displaystyle K}
- 국소 가환환 {\displaystyle A}
- 단사 환 준동형 {\displaystyle K\to A}. 이에 따라서, {\displaystyle A}가 {\displaystyle K}-유한 생성 가군이라고 하자.

그렇다면, 다음 세 조건이 서로 동치이다.
- {\displaystyle A}가 코언-매콜리 국소환이다.
- {\displaystyle A}가 {\displaystyle K}-평탄 가군이다.
- {\displaystyle A}가 {\displaystyle K}-자유 가군이다.

이 사실을 히로나카 기적적 평탄성(영어: Hironaka’s miracle flatness)이라고 한다.

## 예

### 고런스틴 환이 아닌 코언-매콜리 환
체 {\displaystyle K}에 대하여, 다항식환 {\displaystyle K[t]}의 부분환 {\displaystyle K[t^{2},t^{3}]}를 생각하자. 이는 코언-매콜리 환이지만 고런스틴 환이 아니다. 구체적으로, 극대 아이디얼 {\displaystyle (t^{2},t^{3})}에서의 국소화는 고런스틴 국소환이 아닌 코언-매콜리 국소환이다.

### 코언-매콜리 환이 아닌 환
체 {\displaystyle K}에 대하여 가환환
{\displaystyle R=K[x,y]/(x^{2},xy)}
를 생각하자.:896, Example B 기하학적으로, {\displaystyle (x^{2},xy)=(x)(x,y)}이므로, 이는 ‘두꺼운’ 원점 {\displaystyle x=0,y=0}을 갖는 직선 {\displaystyle x=0}이다. 원점에서 0차원과 1차원의 공존으로 인해 이는 코언-매콜리 환이 될 수 없다. (반면, ‘두꺼운 점’만이 존재하는 경우인 {\displaystyle K[x,y]/(x^{2})}는 코언-매콜리 환이다.:896, Example B)
구체적으로, 원점에 해당하는 극대 아이디얼 {\displaystyle {\mathfrak {m}}=(x,y)}에서의 국소 가환환 {\displaystyle R_{\mathfrak {m}}}을 취하자. 이 경우, {\displaystyle {\mathfrak {m}}R_{\mathfrak {m}}}에 속하는 임의의 원소 {\displaystyle a\in {\mathfrak {m}}R_{\mathfrak {m}}}에 대하여, {\displaystyle ax=0}이므로, {\displaystyle R_{\mathfrak {m}}}의 극대 아이디얼에 포함되는 모든 원소는 영인자이며, 특히 극대 아이디얼에 포함되는 모든 정칙렬의 길이는 0이다. 따라서 {\displaystyle R}의, {\displaystyle {\mathfrak {m}}}에서의 깊이는 0이다. 그러나 
{\displaystyle (x,y)R_{\mathfrak {m}}\subsetneq (x)R_{\mathfrak {m}}}
이므로 {\displaystyle R_{\mathfrak {m}}}의 크룰 차원({\displaystyle {\mathfrak {m}}}의 높이)은 1이다.
따라서 {\displaystyle R_{\mathfrak {m}}}은 코언-매콜리 국소환이 아니며, {\displaystyle R}는 코언-매콜리 환이 아니다.

### 차원이 일정하지만 코언-매콜리 환이 아닌 환
체 {\displaystyle K}에 대하여,
{\displaystyle R={\frac {K[x,y,z,w]}{(x,y)(z,w)}}}
를 생각하자. 기하학적으로, 이는 4차원 아핀 공간 속의, {\displaystyle x=y=0} 평면과 {\displaystyle z=w=0} 평면의 합집합이다. 이 환은 어디서나 같은 차원(즉, 2차원)을 갖는다 (즉, 극대 아이디얼의 국소 가환환의 크룰 차원이 항상 2이다). 그러나 이는 (원점에서) 코언-매콜리 환이 아니다.:455, Figure 18.2

## 역사
프랜시스 소어비 매콜리(영어: Francis Sowerby Macaulay)는 1916년에 다항식환이 (현대적인 용어로) 코언-매콜리 환임을 증명하였고, 어빈 솔 코언은 1946년에 형식적 멱급수환도 마찬가지 성질을 가짐을 보였다. 이후 매콜리와 코언의 이름을 따서 이름붙여졌다.
코언-매콜리 환의 개념에 대하여 멜빈 혹스터(영어: Melvin Hochster)는 다음과 같이 적었다.
| “ | 삶을 살기에 진짜로 좋은 곳은 뇌터 환 {\displaystyle R} 중에 모든 국소환 속의 매개계가 {\displaystyle R}-정칙렬인 것이다. 이러한 환은 코언-매콜리 환이라고 한다 (줄여서 CM환). Life is really worth living in a Noetherian ring {\displaystyle R} when all the local rings have the property that every s.o.p. [system of parameters] is an {\displaystyle R}-sequence. Such a ring is called Cohen-Macaulay (C-M for short). | ” |
|   | — |   |

## 같이 보기
- 환론
- 국소환